# Bičovka zelená
Bičovka zelená, známá též jako bičovka lesklá (Oxybelis fulgidus), je užovkovitý had z rodu Oxybelis. Popsal jej François Marie Daudin v roce 1803.

## Výskyt
Tento druh se vyskytuje ve Střední Americe a též v severní části Jižní Ameriky, konkrétně v Belize, Bolívii, Brazílii, Kolumbii, Kostarice, Ekvádoru, Salvadoru, Francouzské Guyaně, obývá též Guatemalu, Guynu, Honduras, Mexiko, Nikaraguu, Panamu, Peru, Surinam, Dominikánskou republiku, Venezuelu.
Vyskytuje se v lesích, kde obývá stromové patro.

## Popis
Bičovka zelená je asi 1,5 m dlouhý had štíhlého těla (2 cm), někdy o pár decimetrů větší. Hlava je špičatá, ocas dlouhý a had se za něj může zavěsit, když polyká kořist. Samice mají hlavu větší a ocas kratší. Jazyk je dlouhý a zelený, bičovka s ním, podobně jako další bičovky, pohybuje nahoru a dolů, čímž zkoumá terén kolem sebe při rychlém pohybu ve stromoví. Duhovka je zlatá, s kulatou zornicí. Tělo je pak zelené, břicho zbarvené žlutozeleně a podél těla se nachází žlutobílý pruh.

## Chování
Druh se živí hlavně menšími zvířaty, například ptáky (v některých oblastech se specializoval na chytání kolibříků, přičemž lov ptáků preferují spíše samičky) či ještěrky (pro ně je nebezpečný hlavně jeden z jedů tohoto hada, fulgimotoxin), které vyhledává během celého dne. Loví visící z větví, případnou kořist pod sebou uchopí za hlavu, zvedne ji 20 až 40 cm od země a do zvířete dvěma jedovými zuby vpraví toxin, který jej znehybní. Zvednutím had eliminuje možné bránění se kořisti. Jakmile je kořist spolknuta, had vyhledá klidné místo odpočinku, nejčastěji na nejvyšších větvích stromů. 
Pro lidi jed není nebezpečný. Uštknutí tímto druhem je nepravděpodobné, při vpravení jedu do krevního oběhu člověka způsobuje dočasné znecitlivění v místě kousnutí, avšak hrozí nebezpečí alergické reakce. O chování tohoto druhu nebylo zjištěno dostatečné množství informací. Dle studie z roku 2009 z Brazílie na základě výzkumu 55 samců a 51 samic bylo zjištěno, že vejce jsou kladena od září do prosince, zatímco k vyklubání mláďat došlo od ledna do dubna. Při napadení tento druh imponuje nepříteli zploštěním hlavy, aby vypadal větší, a snaží se jej zastrašit.